# Hieracium calcareum
Hieracium calcareum es una especie de planta con flor del género Hieracium, de la familia Asteraceae, orden Asterales.

## Distribución
Hieracium calcareum se distribuye por Austria, Italia, Suiza y Yugoslavia.

## Taxonomía
Fue descrita científicamente por Bernh. ex Hornem. Fue publicada en Hort. Bot. Hafn. 2: 762 (1815).